# 羅茲敦 (新澤西州)
羅茲敦（英語：Roadstown）是位於美國新澤西州坎伯蘭縣的普查規定居民點。

## 人口
根據2020年美國人口普查的數據，羅茲敦的面積為2.16平方千米，皆為陸地。當地共有人口155人，而人口密度為每平方千米71.76人。